# Farad
Das Farad ist die SI-Einheit der elektrischen Kapazität. Es wurde nach Michael Faraday benannt. 
Ein Kondensator, der durch das Aufladen auf eine Spannung von einem Volt (V) eine Ladung von einem Coulomb (C) speichert, hat eine Kapazität von einem Farad (F):
{\displaystyle 1\,\mathrm {F} =1\,{\frac {\mathrm {C} }{\mathrm {V} }}}.
Der überwiegende Anteil von in der Elektrotechnik eingesetzten Kondensatoren weist erheblich kleinere Werte als ein Farad auf, so dass sehr häufig Angaben unter Zuhilfenahme von SI-Präfixen wie Mikrofarad (μF = 10−6 F), Nanofarad (nF = 10−9 F) und Pikofarad (pF = 10−12 F) anzutreffen sind.

## Geschichte
Der Terminus Farad wurde von den beiden englischen Elektro-Ingenieuren Josiah Latimer Clark und Charles Tilston Bright zur Ehre des englischen Physikers Michael Faraday eingeführt und 1861 als Einheit für die elektrische Ladung vorgeschlagen. 1881 legte der Internationale Elektrizitätskongress jedoch das Farad als Einheit für die elektrische Kapazität und das Coulomb (nach dem französischen Physiker Charles Augustin de Coulomb) als Einheit für die elektrische Ladung fest.